# 德拉吉尼昂区
德拉吉尼昂区（法語：arrondissement de Draguignan）是法国普罗旺斯-阿尔卑斯-蓝色海岸大区瓦尔省所辖的一个区。总面积2220.8平方公里，总人口308107，人口密度139人/平方公里（2018年）。主要城镇包括德拉吉尼昂、莱萨尔克等。

## 辖区
德拉吉尼昂区辖有54个市镇。